# أحمد بن عبد الله السجيني
أحمد بن عبد لله بن محمد. اشتغل بعلوم كثيرة، وبرع في الحساب والمساحة والهندسة والميقات، وأصله من سجين بالغربية، ثمّ قطن القاهرة، فقيل له القاهريّ، وجاور بالمدينة نحو عامين لضبط بعض العمائر، وكذا ضبط بعض العمائر في غيرها، ثمَّ عاد إلى القاهرة، وتردّد عليه الفضلاء للأخذ عنه، إلى أن أصيب بفسخ في عصب رجله الأيسر من سقطة، فتعلّل مدّة ومات سنة 885 هـ. ذكره السخاوي في الضوء اللامع.